# Der Bettelpoet
Der Bettelpoet ist eine US-amerikanische Filmbiografie aus dem Jahr 1927. Der Stummfilm erzählt das abenteuerliche Leben des französischen Dichters François Villon (1431–1463).

## Handlung
François Villon ist Dichter und ein begeisterter Patriot, dessen Vater auf dem Scheiterhaufen verbrannt wurde. François setzt sich besonders für die Unterdrückten und Schwachen ein. Der Herzog von Burgund ist auf den französischen Thron aus. Mit List und Betrug versucht er, den abergläubischen König zu täuschen, der von seinen Astrologen vor einem Krieg mit Burgund gewarnt wird. So gibt der König auch der Forderung nach, dass sein Mündel Charlotte den burgundischen Grafen Thibault d'Aussigny heiraten soll.
Am „Tag der Narren“ wird François von der Bevölkerung zum König der Narren gewählt. Die Bürger protestieren gegen die Lebensumstände. Der Herzog will den Aufstand beenden, wird jedoch von François beleidigt. König Ludwig, der einen Affront gegen den Herzog befürchtet, verbannt François aus Paris. Mit einigen Freunden stiehlt François einen Wagen mit Nahrungsmitteln, den der Herzog an den König entsandt hat. Mit einem Katapult befördern sie die Lebensmittel in die Stadt, um die Armen zu versorgen.
François wird versehentlich mit dem Katapult in die Stadt geschossen. Er landet im Zimmer von Charlotte, die dort mit ihrem Bräutigam auf den Beginn der Hochzeit wartet. Der Graf setzt dem überraschten Poeten nach. Es entsteht ein Kampf, bei dem François Thibault besiegt. Charlotte entscheidet sich, mit dem Dichter durchzubrennen. Doch François wird gefangen genommen und Charlotte ergibt sich in ihr Schicksal.
François wird nach Burgund gebracht, gefoltert und als besondere Hochzeitsüberraschung in einen Käfig gesperrt. Überraschenderweise greifen Soldaten des Königs an, der davon überzeugt wurde, dass die Hochzeit Teil einer Intrige gegen ihn ist. Die Soldaten befreien François und Charlotte, die nun heiraten wollen.

## Kritik
Mordaunt Hall von der New York Times schrieb, dass diejenigen, die heldenhafte und verrückte Fluchtversuche und fantastische Zufälle mit unterschwelliger Romantik mögen, von diesem Film begeistert sein werden. Andere, die den Film mit Robert Louis Stevensons Studie über den Poeten sowie mit Justin Huntly McCarthys If I Were King vergleichen, werden enttäuscht sein.

## Hintergrund
Der Film wurde am 12. März 1927 uraufgeführt. In Deutschland erschien er im April 1927 (Illustrierter Film-Kurier Nr. 632) in den Kinos. In Österreich wurde er auch unter dem Titel Der Fürst der Gasse gezeigt.
Szenenbildner des Films war der spätere Regisseur William Cameron Menzies. Als Regieassistent arbeitete der später mehrfach oscarprämierte Gordon Hollingshead.
Der Film ist eine Neuverfilmung des 1920 entstandenen Stummfilms If I Were King von J. Gordon Edwards mit William Farnum in der Rolle des Poeten. Ronald Colman spielte Villon 1938 in dem Historiendrama Wenn ich König wär von Frank Lloyd.
Der Film galt lange Zeit als verschollen. Die einzige erhaltene Kopie wurde in John Barrymores ehemaligem Haus von dem Bewohner Edgar Bergen gefunden, der den Film dem American Film Institute zur Verfügung stellte. Die Produktion der United Artists ist public domain und kann im Internet Archive angeschaut werden.